# Виґлендув (Ліпський повіт)
Виґлендув (пол. Wyględów) — село в Польщі, у гміні Сенно Ліпського повіту Мазовецького воєводства.
Населення — 168 осіб (2011).
У 1975-1998 роках село належало до Радомського воєводства.

## Демографія
Демографічна структура станом на 31 березня 2011 року:
|          | Загалом | Допрацездатний вік | Працездатний вік | Постпрацездатний вік |
| -------- | ------- | ------------------ | ---------------- | -------------------- |
| Чоловіки | 69      | 12                 | 48               | 9                    |
| Жінки    | 99      | 23                 | 48               | 28                   |
| Разом    | 168     | 35                 | 96               | 37                   |